# Jörg Andrees
Jörg Andrees (* 1951 in Ost-Berlin) ist ein deutscher Schauspiellehrer.

## Leben und Wirken

### Filmtätigkeiten
Jörg Andrees studierte an der Filmhochschule in Babelsberg und schloss diese 1975 mit seinem Diplomfilm ab. Danach war er  Regieassistent bei Heiner Carow bei der DEFA, und beim  DDR-Fernsehen. In dieser Zeit war er  mit der Filmregisseurin Angelika Andrees (* 1951) verheiratet und siedelte mit dieser 1985 in die Bundesrepublik über.

### Schauspiellehrer
Im Anschluss absolvierte Andrees eine Schauspielausbildung am Michael Chekhov Studio in New York und gründete das Michael Tschechow Studio in Berlin mit. 1992 organisierte er zusammen mit Jobst Langhans die erste Michael Tschechow  Konferenz in Berlin.
Seitdem war er als  Schauspiellehrer mit Workshops und Vorträgen  in verschiedenen Ländern innerhalb und außerhalb Europas tätig, darunter zeitweise an der Universität Cardiff in England, an der Hochschule für Theater und Musik in Rostock und seit 1998 an der Alfred Schnittke Akademie.

## Filmografie (Auswahl)
Als Regieassistent (außer beim Diplomfilm)
- 1975: Jestem Baba. Ich bin ein Weib, HFF, Diplomfilm, Regie
- 1978: Bis daß der Tod euch scheidet, DEFA, Regie: Heiner Carow
- 1980–1982: Hotel Polan und seine Gäste, TV-Serie
- 1980: Anamnese, TV
- 1981: Polizeiruf 110: Der Teufel hat den Schnaps gemacht, TV